# Nerubaiske, Odesa
Nerubaiske (în ucraineană Нерубайське) este localitatea de reședință a comunei Nerubaiske din raionul Odesa, regiunea Odesa, Ucraina.

## Demografie
Componența lingvistică a localității Nerubaiske
     Ucraineană (76,29%)
     Rusă (18,86%)
     Romani (3,27%)
     Alte limbi (1,07%)
Conform recensământului din 2001, majoritatea populației localității Nerubaiske era vorbitoare de ucraineană (76,29%), existând în minoritate și vorbitori de rusă (18,86%) și romani (3,27%).